# Enzian-Kapselspanner
Der Enzian-Kapselspanner (Perizoma obsoletata), auch Enzian-Alpen-Blattspanner genannt, ist ein Schmetterling (Nachtfalter) aus der Familie der Spanner (Geometridae).

## Merkmale

### Falter
Die Flügelspannweite der Falter beträgt 23 bis 29 Millimeter (Unterart avilaria bis 30 mm). Die Grundfarbe der Vorderflügel variiert von hellgrau bis zu einem etwas dunkleren Grau. Das Wurzelfeld der Vorderflügel ist graubraun gefärbt. Gleichfarbig sind der Apexbereich sowie ein schmales Feld in der Mitte des Vorderrandes angelegt. Große Teile des Mittelfeldes sind heller gefärbt, ebenso ein schmales Band hinter dem Wurzelbereich sowie der Postdiskalbereich. In Richtung des Außenrandes sind bräunliche Wellenlinien erkennbar. Im Saumfeld befindet sich eine weißliche Wellenlinie. Vorder- und Hinterflügel zeigen jeweils einen schwarzen Diskalfleck, der zuweilen undeutlich ist. Die Hinterflügel haben eine weißliche Farbe.
Im weiblichen Geschlechtsapparat ist die bursa copulatrix typisch eiförmig erweitert mit einem eiförmigen Signum. Die vorderen und hinteren Apophysen nehmen allmählich im Durchmesser zum Apex hin ab. Die Analpapillen haben eine mittlere Größe und sind ein wenig ausgelängt. 
Im männlichen Geschlechtsapparat ist der Uncus vergleichsweise lang und weist einige kurze Setae nahe am Apex auf. Der Analtubus ist groß und breit. Die breiten Valven haben eine mittlere Länge. Außen- und Innenlinien sind leicht nach außen gebogen. Der Apex der Valven ist breit, aber leicht unregelmäßig gerundet. Der Uncus ist vergleichsweise lang und schlank.

### Raupe
Erwachsene Raupen sind kurz und gedrungen und hell blass gelblich gefärbt. Es ist nur eine Rückenlinie angedeutet. Die Segmente sind sehr deutlich ausgeprägt. Es sind auffällige braune Punktwarzen vorhanden, die jeweils mit kurzen braunen Haaren besetzt sind. Die Stigmen sind vergleichsweise groß und gelblich umrandet. Der Kopf ist vergleichsweise klein, rundlich und rötlich braun gefärbt. Die Bauch- und Afterfüße sind kurz.

### Puppe
Die grünlich gelbe Puppe ist kurz und gedrungen. Die Bauchringe sind rötlich gefärbt. Der Kremaster ist klein, halbkugelförmig und mit zwei Endborsten versehen.

### Ähnliche Arten
Die Schwesterart Perizoma juracolaria kann von Perizoma obsoletata nur durch eine genitalmorphologische Untersuchung sicher unterschieden werden. Bei juracolaria ist der weibliche Geschlechtsapparat etwas kürzer als bei obsoletata. Dafür ist die bursa copulatrix relativ etwas größer. Im männlichen Geschlechtsapparat von Perizoma juracolaria verlaufen Außen- und Innenlinie der Valven annähernd gerade und parallel. Sie sind etwas schmaler und der Apex ist regelmäßig gerundet. Bei Perizoma obsoletata dagegen sind die Valven breiter, die Außenlinien gebogen und der Apex (meist) nicht so regelmäßig gerundet. Der Uncus ist bei Perizoma juracolaria kürzer als bei Perizoma obsoletata.
Der Enzian-Kapselspanner (Perizoma obsoletata) kommt meist in Höhen von über 1600 m vor, während der Jura-Kapselspanner (Perizoma juracolaria) eher tiefere Lagen bevorzugt, allerdings auch bis 2300 m ansteigt. Außerdem scheint es Unterschiede in der Präferenz der Raupennahrungspflanzen zu geben. 

## Geographische Verbreitung und Lebensraum
Der Enzian-Kapselspanner ist im Apennin, auf Korsika(?), in den Alpen, den Sudeten, der Hohen Tatra, den Karpaten und den Gebirgen der Balkanhalbinsel zu finden. Aufgrund der erst kürzlich erfolgten Abtrennung von Perizoma juracolaria ist das genaue Verbreitungsgebiet nicht bekannt. Die bisherigen Vorkommen im Schwarzwald und auf der Schwäbischen Alb beispielsweise werden von Heiner Ziegler und Axel Steiner der Art Perizoma juracolaria zugewiesen. Sicher nachgewiesen ist das Vorkommen in Deutschland in den Allgäuer Hochalpen über das Wettersteingebirge bis zum Berchtesgadener Land (Bayern). Unklar sind noch die bisher nicht überprüften Vorkommen im schwäbischen Allgäu.
In den Alpen kommt er in Höhen zwischen 1600 und 3000 Metern vor. Die Art bewohnt bevorzugt karge Berg- und Gebirgslandschaften, beispielsweise steinige Magerrasenflächen, Felsfluren, Geröllhänge und Schutthalden, wo die Raupennahrungspflanzen wachsen. Vermutlich gehören alle Vorkommen in tieferen Lagen zur kürzlich abgetrennten Perizoma juracolaria.

## Lebensweise
Die Falter fliegen in einer Generation von Juni bis August und besuchen gern künstliche Lichtquellen. Die Weibchen legen die Eier an die Fruchtknoten oder die Blütenblätter der Futterpflanze. In den Monaten August und September sind die Raupen zu finden. Sie bohren sich in die Fruchtkapseln und ernähren sich von den Samen verschiedener Enzianarten (Gentiana). Dazu zählen:
- Tüpfel-Enzian (Gentiana punctata)
- Ostalpen-Enzian (Gentiana pannonica)
- Purpur-Enzian (Gentiana purpurea)
- Schwalbenwurz-Enzian (Gentiana asclepiadea)[3]

Die ausgewachsenen Raupen verlassen die Samenkapseln durch ein durch die Kapselwand hindurch gefressenes Loch und verpuppen sich in einem leichten Gespinst an der Erde, entweder in Moos oder zwischen den Wurzeln der Raupennahrungspflanze. Selten verpuppen sie sich auch in der Samenkapsel selber. Die Art überwintert als Puppe.

## Gefährdung
Der Enzian-Kapselspanner kommt in Deutschland in Bayern gebietsweise zahlreich vor und wird dort auf der Roten Liste gefährdeter Arten als nicht gefährdet geführt. Die Angabe für Baden-Württemberg ist dagegen überholt und bezieht sich auf den Jura-Kapselspanner (Perizoma juracolaria).

## Taxonomie, Nomenklatur und Systematik
Das Taxon wurde 1838 von Gottlieb August Herrich-Schäffer als Larentia obsoletata in die wissenschaftliche Literatur eingeführt. 1848 benannte er das Taxon in Larentia Alpicolaria um, wegen einer vermeintlichen Homonymie mit einer Art obsoletata Boisduval. Eine Art Larentia obsoletata Boisduval gibt es aber nicht, die Umbenennung ist daher ungültig und Larentia alpicolaria Herrich-Schäffer, 1848 ein jüngeres, objektives Synonym von Larentia obsoletata Herrich-Schäffer, 1838. Typlokalität ist der Schneeberg in den Ostalpen.
In der Folge war alpicolaria mehrfach in Gebrauch. 1873 stelle Pierre Millière die Art Melanippe gentianata auf. Die Gattung Melanippe Duponchel, 1829 ist ein jüngeres, objektives Synonym der Gattung Rheumaptera Hübner, 1822 und hat mit der vorliegenden Gattung nichts zu tun. 1913 erkannte Louis Beethoven Prout die nicht berechtigte Ersetzung des Namens alpicolaria Herrich-Schäffer durch obsoletata und transferierte das Taxon außerdem in die Gattung Cidaria Treitschke, 1825. Er benutzte aber statt der Originalschreibweise obsoletata die Schreibweise obsoletaria. Ob eine beabsichtigte Angleichung an alpicolaria vorliegt, also eine Emendation, lässt sich aus dem Text von Prout nicht herauslesen; obsoletaria Prout, 1915 muss als inkorrekte sekundäre Schreibweise (Falschschreibung) gewertet werden. Der Name ist damit im Sinne der Internationalen Regeln für die Zoologische Nomenklatur nicht verfügbar (nomen nullum). Prout führte auch Melanippe gentianata Millière, 1873 in der Synonymie von "obsoletaria" auf. 1919 stellte Eugen Wehrli die neue Form Larentia alpicolaria H.S. juracolaria forma nova auf. Typuslokalität ist der Weissenstein im Solothurner Jura (Schweiz). 
In der weiteren Geschichte wurden sowohl alpicolaria als auch juracolaria meist als Synonyme von "obsoletaria" aufgefasst. 1932 stellte Karl Schawerda die Art Coenotephria reisseri von Korsika auf, 1936 folgte die Art Coenotephria avilaria Reisser, 1936. Erst 1999 wurde die Orthographie der Art durch Malcolm Scoble wieder zu obsoletata berichtigt. Vladimir Mironov akzeptierte nur eine Art Perizoma obsoletata und führte alpicolaria Herrich-Schäffer, 1848, gentianata Millière, 1873, reisseri Schawerda, 1932 und avilaria Reisser, 1936 als jüngere Synonyme auf; juracolaria Wehrli, 1919 hielt er als infrasubspezifisches Taxon für nicht verfügbar.
Im Jahre 2005 wurde Perizoma juracolaria (Wehrli, 1919) durch Bérard u. a. von Perizoma obsoletata abgetrennt. Der beste Beweis, dass es sich tatsächlich um zwei Arten handelt, ist in dem sympatrischen Vorkommen der beiden Arten im Val d’Escrin bei Arvieux (Dépt. Hautes-Alpes) und unterhalb von Venosc (Dépt. Isère) zu sehen. Dort wurden weder intermediäre Formen noch Hybride gefunden. Allerdings muss auch bedacht werden, dass bisher noch keine molekulargenetische Untersuchungen vorliegen.
2009 hat Leraut die beiden Arten als Perizoma obsoletata und Perizoma alpicolaria (= P. juracolaria) geführt und letzterer die ssp. reisseri angegliedert.
Das genaue Verbreitungsgebiet der beiden Arten ist bisher nur ungenügend bekannt, da in den bisherigen Arbeiten bzw. Verbreitungskarten die beiden Arten nicht unterschieden wurden. Perizoma juracolaria (Wehrli, 1919) ist bisher nur aus Frankreich, Nordspanien und der Westschweiz bekannt. Die Art wird in die zwei Unterarten Perizoma obsoletata obsoletata (Herrich-Schäffer, 1838) und Perizoma obsoletata avilaria Reisser, 1936 unterschieden. Die Unterart Perizoma obsoletata avilaria (Reisser, 1946) ist auf die Ostpyrenäen beschränkt. Unklar bleibt die Stellung von reisseri Schawerda, 1932; es könnte sich um eine eigenständige Art, eine Unterart von Perizoma obsoletata oder um eine Unterart von Perizoma juracolaria handeln.

## Belege

## Anmerkung
1. ↑  In Berard et al. (2005) nicht korrekt Melanipe geschrieben.